# Ortholinea divergens
Ortholinea divergens is een microscopische parasiet uit de familie Ortholineidae. Ortholinea divergens werd in 1895 beschreven door Thélohan. 